# Engelse ziekte (taal)
Engelse ziekte is het verschijnsel dat de invloed van de Engelse taal steeds meer zichtbaar wordt in het Nederlands en in andere talen. De term is pejoratief en was oorspronkelijk als woordgrap bedoeld.
De invloed van het Engels is onder andere te zien in:
- het overmatige gebruik van Engelse leenwoorden;
- nodeloos gebruik van anglicismen;
- onjuist spatiegebruik in samenstellingen (trein reiziger in plaats van het correcte treinreiziger, ook wel spatitis, losschrijfziekte of los schrijf ziekte genoemd);
- nodeloos en veelvuldig gebruik van trappen van vergelijking met meer en meest (de meest actieve vulkaan in plaats van de actiefste vulkaan);
- foutief aanduiden van volgorde, bijv. de tweede grote stad i.p.v. de op een na grootste stad;
- onjuist meervoud (panties in plaats van het correcte panty's);
- zogenoemde valse vrienden (onjuiste vertalingen) (duizenden troepen[2] in plaats van het correcte duizenden manschappen);
- Engelse woordvolgorde zoals in de Schleck-broers in plaats van het correcte de broers Schleck. Dit is ook te zien bij de aanduiding van buitenlandse aardrijkskundige namen zoals de Kunar provincie in plaats van het correcte de provincie Kunar.[3]
- Gebruik van zij als naar een schip wordt verwezen.

## Geen Engelse ziekte
- Het formeel onjuiste gebruik[4] van de apostrof in een bezits-s bij namen die op een medeklinker, een 'doffe' e, of een ie, oe enz. eindigen (Henk's boek in plaats van het correcte Henks boek), is geen anglicisme. Soms wordt dit gekscherend apostrofitis genoemd.[5]